# قره داغ (مهاباد)
قرية قره داغ (بالكردية: قەرەداغ) هي إحدى القرى التابعة لـمكريان الشرقية في ريف قسم مركزي من مقاطعة مهاباد، في محافظة أذربیجان الغربیة الإيرانية.

## السكان
حسب إحصاءات سنة 2006، بلغ إجمالي السكان في قره داغ 887 نسمة وعدد المساكن 163 مسكن. لغة سكان قره داغ هي اللغة الكردية و هم من أهل السنة والجماعة والمذهب الشافعي.